# Fórmulas de tratamiento
Como fórmulas de tratamiento se conocen los cambios gramaticales, especialmente en la segunda persona gramatical, relacionados con el respeto o la confianza hacia otra persona; por ejemplo, en el caso del idioma español, habitualmente contrastan las formas tú y usted, en algunas regiones, o vos y usted, en otras. Esta última diferencia corresponde a lo que los lingüistas conocen como distinción T-V.

## Pronombres de familiaridad y cortesía
El uso de estos pronombres de confianza (en español, tú, vos, vosotros/as, y sus análogos en otras lenguas) en oposición a los de cortesía (en español, usted, ustedes y otras formas menos empleadas, y sus homólogos en otras lenguas) varía bastante entre las distintas lenguas e incluso dentro de una misma lengua.
En francés, por ejemplo, el pronombre de cortesía vous se utiliza más que el usted en español o el U en neerlandés, y es frecuente observar textos traducidos a varias lenguas donde van alternando los pronombres de cortesía y familiaridad en cada una. El buen traductor debe enfrentarse al problema con rigor y elegir en función del uso o la seriedad del texto.
En una misma lengua, el uso de estas formas puede variar mucho, por ejemplo entre países, regiones, clases sociales o generaciones. 
En ocasiones una persona que aprenda una lengua con un tipo distinto de pronombres de segunda persona, puede llegar a tener problemas a la hora de expresarse, por ejemplo como ocurre con muchos nativos de lengua inglesa que hablan en español.
En muchas lenguas, entre ellas el español, se empezaron a emplear los pronombres del plural para expresar la diferencia entre la cortesía y la no cortesía (plural mayestático), algo que no se restringía a la segunda persona, sino también a la primera: Nos, el rey de Navarra o Nous, le roi. Más tarde empezaron a usarse las de tercera persona (Vuestra merced) que llegaron a crear pronombres nuevos (usted) o incluso a modificar estructuras gramaticales: leísmo de cortesía (ver también: Formación del imperativo en español).

### Tabla de usos interidiomática
| | Segunda persona singular informal                                                                                          | Segunda persona singular formal                                                 | Segunda persona plural informal                                                             | Segunda persona plural formal                                                                                                |
| --- | --- | ------------------------------------------------------------------------------- | ------------------------------------------------------------------------------------------- | --- |
| Afrikáans | jy/jou | u                                                                               | julle                                                                                       | u |
| Albanés | ti | ju                                                                              | ju                                                                                          | ju |
| Alemán | du | Sie                                                                             | ihr                                                                                         | Sie |
| Amhárico | አንተ (antä) (m) አንቺ (anči) (f)                                                                                              | እስዎ (ɨsswo) or እርስዎ (ɨrswo)                                                     | እናንተ (ɨnnantä)                                                                              | እስዎ (ɨsswo) or እርስዎ (ɨrswo)                                                                                                  |
| Árabe | anta (a un hombre), anti (a una mujer)                                                                                     | anta / anti; en algunos dialectos ḥaḍretak (su gracia) o sayyidtak (su señoría) | antum (a un hombre), antunna (a una mujer)                                                  | antum / antunna; en algunos dialectos ḥaḍretkum o sayyidatkum                                                                |
| Bosnio | ti | Vi                                                                              | vi                                                                                          | vi |
| Búlgaro | ти (ti) | Вие (Vie)                                                                       | вие (vie)                                                                                   | вие (vie) |
| Catalán | tu | vostè (formal) vós (respetuoso)                                                 | vosaltres                                                                                   | vostès (formal) vosaltres (plural de vós)                                                                                    |
| Checo | ty | Vy                                                                              | vy                                                                                          | vy |
| Coreano | neo | — (a una persona directamente); dangsin (a lectores anónimos)                   | neohui                                                                                      | — (yeoreobun) |
| Croata | ti | Vi                                                                              | vi                                                                                          | vi |
| Cungo | a | i!a                                                                             | i!a                                                                                         | i!a |
| Danés | du | De                                                                              | I                                                                                           | De |
| Gaélico escocés | thu | sibh                                                                            | sibh                                                                                        | sibh |
| Eslovaco | ty | Vy                                                                              | vy                                                                                          | vy |
| Esloveno | ti | vi                                                                              | vidva (dual), vidve o vedve (dual - a 2 mujeres); vi (plural), ve (plural - sólo a mujeres) | vi (dual y plural) |
| Español (Peninsular, Guinea Ecuatorial) | tú | usted (antiguo o literario vos, vuecencia, usía, etc)                           | vosotros (masc.) vosotras (fem.)                                                            | ustedes |
| Español de América, partes de Andalucía (sistema alterado: p.ej.: ustedes estáis) y las Islas Canarias donde el sistema anterior reemplaza a este | tú o vos | usted                                                                           | ustedes (vosotros, vosotras, en poesía, himnos...)                                          | ustedes |
| Esperanto | ci (raramente) | vi                                                                              | vi                                                                                          | vi |
| Estonio | sina | Teie                                                                            | teie                                                                                        | Teie |
| Feroés | tú | tygum                                                                           | tit                                                                                         | tygum |
| Finlandés | sinä | te                                                                              | te                                                                                          | te |
| Francés | tu (sujeto)/toi/te | vous                                                                            | vous                                                                                        | vous |
| Galés | ti o chdi | chi o chwi                                                                      | chi o chwi                                                                                  | chi o chwi |
| Gallego | ti | vostede                                                                         | vós , vosoutros                                                                             | vostedes |
| Georgiano | შენ shen | თქვენ tkven                                                                     | თქვენ tkven                                                                                 | თქვენ tkven |
| Griego | εσύ (esy) | εσείς (eseis)                                                                   | εσείς (eseis)                                                                               | εσείς (eseis) |
| Húngaro | te | Ön (más formal) o maga                                                          | ti                                                                                          | Önök (más formal) o maguk (menos formal)                                                                                     |
| Hindi | तू tu (muy informal) तुम tum                                                                                                 | आप aap                                                                          | तुम लोग tum log                                                                               | आप लोग aap log |
| Ido | tu | vu                                                                              | vi                                                                                          | vi |
| Inglés moderno | thou(thee)/you | ye(you)/you                                                                     | ye (you)/you                                                                                | ye (you)/you |
| Islandés | þú | þér                                                                             | þið                                                                                         | þér |
| Italiano | tu (te) | Lei (arcaico Ella, antiguo voi)                                                 | voi                                                                                         | voi (a veces Loro) |
| Japonés | 君 (kimi) (muy familiar) お前 (omae) あんた (anta) 貴様 (kisama) 手前 (temae) (los dos últimos con connotaciones hostiles) | あなた (anata)                                                                  | お前ら (omaera)                                                                             | あなたたち (anatatachi) |
| Kazajo | сен (sen) | сіз (siz)                                                                       | сендер (sender)                                                                             | сіздер (sizder) |
| Kurdo (Norte), Kurmanji | tu | hûn, hingo, tu                                                                  | hûn, hingo'                                                                                 | hûn, hingo |
| Kurdo (Sur), Sorani | to | êwe, to                                                                         | êwe                                                                                         | êwe |
| Ladino, ver español | tu | vozótros                                                                        | tu                                                                                          | vozótros |
| Letón | tu | Jūs                                                                             | jūs                                                                                         | Jūs |
| Lituano | tu | jūs                                                                             | jūs                                                                                         | jūs |
| Mandarín | 你 nǐ | 您 nín                                                                          | 你们 你們 nǐmen                                                                             | inexistente; la forma regular de 您们 您們}}) nínmen es inusual; se usa más 大家 dàjiā “todo el mundo” o 你们大家 你們大家). |
| Neerlandés | jij/je (Holanda, neerlandés estándar) gij/ge (Flandes)                                                                     | u U o Gij (a Dios)                                                              | jullie                                                                                      | u |
| Noruego | du | De                                                                              | dere                                                                                        | De |
| Persa | to | shomâ                                                                           | shomâ                                                                                       | shomâ |
| Polaco | ty | pani (a una mujer) pan (a un hombre)                                            | wy                                                                                          | państwo (general) panie (a mujeres) panowie (a hombres)                                                                      |
| Portugués (Portugal) | tu vós (arcaico, literario o regional)                                                                                     | o senhor/a senhora (más formal) você vós (arcaico, literario o regional)        | vocês vós (arcaico, literario o regional)                                                   | os senhores/as senhoras |
| Portugués (Brasil) | você tu | o senhor/a senhora vós (arcaico o literario)                                    | vocês vós (arcaico o literario)                                                             | os senhores/as senhoras |
| Rumano | tu | dumneata / dumneavoastră                                                        | voi                                                                                         | dumneavoastră |
| Ruso | ты (ty) | Вы (Vy)                                                                         | вы (vy)                                                                                     | вы (vy) |
| Serbio | ти (ti) | Ви (Vi)                                                                         | ви (vi)                                                                                     | ви (vi) |
| Bajo sórabo | ty | Wy                                                                              | wej (dual), wy (plural)                                                                     | wy |
| Sueco | du | ni o Ni                                                                         | ni                                                                                          | ni o Ni |
| Tagalo | ikáw ka (siempre pospuesto)                                                                                                | kayó                                                                            | kayó                                                                                        | kayó |
| Turco | sen | siz                                                                             | siz                                                                                         | siz, sizler |
| Vasco | hi (muy familiar), zu | zu, berori (muy respetuoso, dialectal y en desuso)                              | zuek                                                                                        | zuek |
| Idioma ubijé | wæghʷa | sʸæghʷaalha                                                                     | sʸæghʷaalha                                                                                 | sʸæghʷaalha |
| Yídish | du | ir                                                                              | ir                                                                                          | ir |

## En español
De todos los pronombres de cortesía de la lengua española, el más empleado es usted, el resto apenas se usa actualmente. Usía y vuecencia prácticamente sólo se usan en el ámbito militar español; el pronombre usía (vuestra señoría) se emplea para el empleo de Coronel y vuecencia (vuestra excelencia) para el de General. Además, el pronombre usía también se emplea a veces con altos cargos como jueces. Aunque actualmente no se suele emplear el pronombre vos para expresar cortesía, en algunos textos puede aparecer, como en el juramento o promesa de investidura de ministros.
La Real Academia Española establece que cuando se hable a una colectividad en la que hay individuos a los que se tutea y otros a los que no, se privilegien las formas de cortesía, aunque en la práctica esto depende de la confianza que se tenga con todo el colectivo en general. 

### Túyvos
Existen regiones de habla española —como Argentina, Uruguay, Paraguay, Guatemala, Costa Rica, Honduras, Nicaragua; algunas zonas de Colombia; Zulia, Trujillo y Norte de Mérida en Venezuela, Cajamarca  y Arequipa en Perú, algunas zonas de la región andina en Ecuador y Chiapas en México, donde se emplea el pronombre vos para hablar con alguien con quien se tiene confianza (voseo). El empleo de formas similares también aparece en otras lenguas como el italiano.

#### Historia
En español antiguo, se distinguían exclusivamente dos formas de segunda persona: tú y vos, tú se empleaba para el singular y vos para el plural y para hablar cortésmente a una sola persona, de forma análoga a lo que sucede en francés con tu y vous. Este sistema se fue conservando añadiendo formas de cortesía, pero se mantuvo hasta más o menos el siglo de oro. En el judeoespañol o ladino, ha perdurado un sistema donde no aparecen pronombres de cortesía como usted y que se resumiría en: tu para el singular y vozótros para el plural.
La creación de pronombres para el plural: vosotros, vosotras (vos + otros; vos + otras) y la aparición de pronombres de cortesía: vusted, usted (de vuestra merced), ucencia, vucencia (vuestra excelencia), usía (vuestra señoría), etcétera, hizo que el sistema de segunda persona se complicara de tal forma que originó una serie de diferencias dialectales en todas las regiones hispanohablantes. 
El pronombre vosotros/as sólo se emplea en España (excepto Canarias) y en países de colonización reciente (Guinea Ecuatorial), aunque en Andalucía occidental su uso es de reciente introducción y aún se confunde con ustedes y se escuchan expresiones como ustedes estáis; en Canarias, el uso de vosotros/as lo han ido adquiriendo recientemente los medios de comunicación.[cita requerida] En el resto de los países de habla española sólo aparece en textos sagrados, literatura o himnos. Además, las personas que aprenden castellano a través de profesores españoles (habitualmente, en Europa) también suelen emplear vosotros/as. 
El vos se ha perdido en España y solo se emplea en literatura (cuando se plasma el lenguaje de épocas pasadas), expresiones hechas o textos religiosos o jurídicos. En cambio, en países latinoamericanos como Argentina, Uruguay, Paraguay, el estado Zulia en Venezuela, la Región Paisa, en América Central (Guatemala, El Salvador, Honduras, Nicaragua, Costa Rica), algunas regiones de Panamá y varias provincias del departamento del Valle del Cauca en Colombia y los estados de Chiapas, Tabasco, parte de Yucatán y Quintana Roo en México, ha sobrevivido una forma modificada de vos que se entremezcla con tú, ya en el uso de pronombres (vos y tu cabeza), ya en la conjugación (vos cantás) (voseo).